# 朱慶瀾

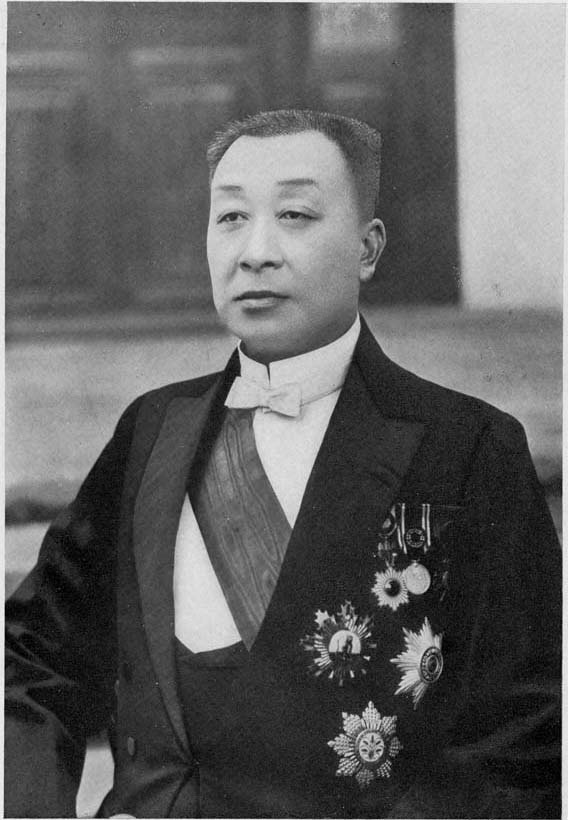

朱庆澜（1874年—1941年1月13日），字子桥。祖籍浙江绍兴钱清秦望村，生于山东历城县。中华民国军事及政治人物。朱庆澜还是《义勇军进行曲》的命名者。

## 生平

### 清末的活動

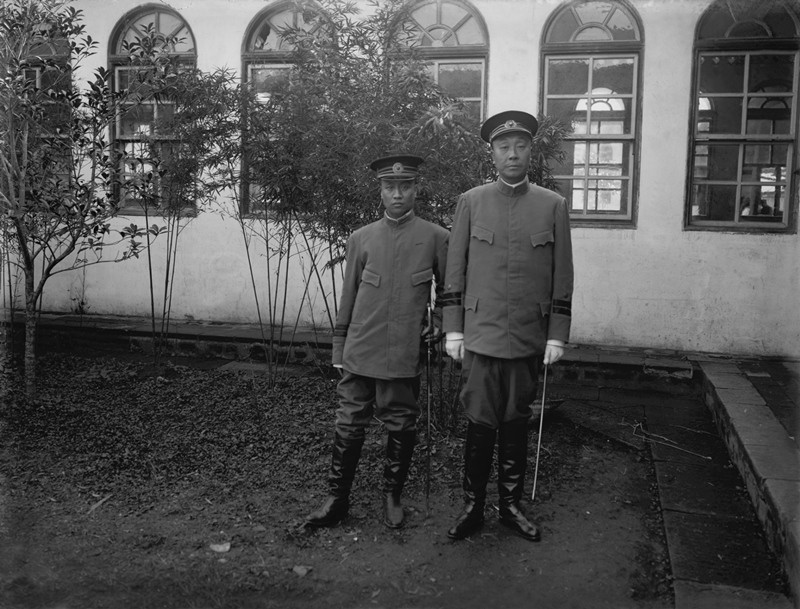
大汉四川军政府首任都督蒲殿俊（左）、首任副都督朱庆澜（右）合影

朱庆澜的父亲是府台衙门的幕僚。朱慶瀾幼年時代，家道衰落，一家人迁居奉天省錦州。朱慶瀾起初有志学問，后来投笔从戎，1893年（光緒19年）入錦州的巡防営，后来因軍功而逐渐晋升为5个营的統領。
1904年（光緒30年），趙爾巽就任盛京将軍，朱慶瀾在其手下活动。后来朱慶瀾被任命为营務处督办，负责奉天省的軍事改革。1906年（光緒32年），朱慶瀾任趙爾巽的直属部隊的統領，驻扎瀋陽。
1909年（宣統元年）6月，趙爾巽转任四川总督。朱慶瀾随其入四川省，任陸軍第33混成協協統。1911年（宣統3年）2月，该協升格为陆军第十七鎮，朱慶瀾任该镇統制。朱慶瀾遂招募了姜登选、程潜、方声濤等曾留学日本的軍人，以强化军队。
同年，新任四川总督赵尔丰武力镇压四川保路運動，四川省内处于騒乱状態。随后，武昌起义爆发，革命派的大漢四川軍政府在成都成立，四川谘议局議長蒲殿俊任都督，朱慶瀾被推戴为副都督。朱慶瀾能被大家推戴任副都督的原因之一是他对武力镇压四川保路運動采取了消极态度。后来，因不满军饷欠发，川军士兵发动成都兵变，无法镇压兵变的蒲殿俊和朱慶瀾被迫下野。。

### 黑龍江督政

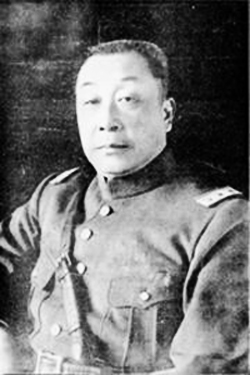

1912年民国元年，辛亥革命胜利后朱慶瀾出任袁世凯总统府高级军事顾问，授陆军中将。同年朱慶瀾奉袁世凱之命，辅佐不谙軍事的黑龙江都督宋小濂，朱慶瀾被任命为黒龙江督署参謀長。1912年11月授陆军中将加上将军衔，1913年（民国2年）8月宋小濂辞任，由畢桂芳護理黒龙江都督。1913年10月，朱慶瀾任黑龙江護軍使兼民政長。1914年（民国3年）5月，民政長改为巡按使，授陸軍上将銜，他继续任黑龙江巡按使。6月，護軍使改为鎮安右将軍（即黑龙江将軍）。在任內，首先修建了国防工事于边界，并收回了松花江的航行权。商民名其初航之船叫“庆澜号”，以资纪念。官银号年礼金20万，朱庆澜不收，而是移办蒙文学校，设女子教养院，收养无依女童。斯时黑龙江百废俱兴，北洋政府颁勋位勋章数枚，甚至俄国沙皇东巡的時候，船自海参崴，由於尊敬這位中國的封疆大吏，并以宝星为赠。1915年（民国4年)12月，朱庆澜获封一等子爵。1916年（民国5年）5月，朱庆澜因受到黒龙江第1師師長許蘭洲、该師参謀長李景林的軍事压力而被迫下野。
朱慶瀾统治黑龙江的4年間，组织保安隊以安定社会秩序，重视发展開墾事業、公路建設、社会福利及救济事業，在軍政和民政两方面都取得了实绩。他平实质朴的生活態度也赢得了黒龙江人的好感。

### 在廣東省长任上
1916年6月袁世凱去世，7月6日，朱慶瀾被任命为广東省長，他于8月24日抵广州，即从龙济光手中接管警政，为政無大過，頗受广東民眾欢迎。赴任後的朱慶瀾面对的是南北对立以及南方政府内孫文派同桂系派的内争。
1917年4月24日朱慶瀾被特別委任廣東省司法行政事務監督。朱慶瀾选择支持孫文，迎接孫文回粤举行护法，1917年7月27日孫中山出席了廣東省长朱庆瀾為他舉行的廣東海陸軍警歡迎会，作“恢復民气”演講后与歡迎者合影。朱庆澜在7月27日在欢迎会上曰：“今日欢迎孙先生当竭诚以欢迎真共和”。晚间，又为孙中山举行接风洗尘晚宴并安排办公处。此一举动为北京段祺瑞所不容，认为朱庆澜竟投向孙中山支持其护法运动，使南北对峙局面形成不能令人容忍，所以动用所有桂系力量要把朱庆澜排挤走。为了减少桂系阻力，朱庆澜与孙中山交换意见，决定将直属省长的警卫军交给孙文，并定名为粤军。朱在离粤前，与孙中山再次交换意见，并做了精心安排，巧妙地将20营警卫军改编为海军陆战队，交陈炯明指挥。广东督军陈炳焜在朱辞职后，要求陈炯明交出指挥权，却被陈拒绝，为其建立援闽粤军打下了根基。8月27日，朱慶澜辞职，翌日早晨，离开广州赴香港。
据香港大学图书档案材料显示：1916年12月“广东省长朱庆澜（子桥）收到了香港总督梅含理爵士（Sir. Francis Henry May）以及香港大学校长查理爵士（Sir. Charles Eliot）的邀请信函参加港大首届毕业生典礼，另又有英国驻广州总领事又约同赴香港参加观礼，盛情难却，不得不赴港一行籍以联络感情和增进友谊，所以精心撰写了此颂辞作为贺礼。其实，该颂辞于12月14日前早巳撰写妥当了，在13日先交由教育专员程祖彝代表赴港，而朱子桥则乘楚豫号军舰于14日上午抵达香港。当天，有香港总督秘书官以及军乐队在码头迎接，随后坐车直抵香港总督府，晚上到香港大学参加庆典活动。民国五年（1916年12月），时任广东省长朱子桥亲自撰写颂辞赠予香港大学首届毕业生。对于这段史料的记载极为少见，知情者并不多，朱子桥是个行伍出身，只不过读过五年私塾，顶多也只能算是个附生，完全靠自学成才，后又深造于将校研究所，官至陆军上将。他多以正气擅书传世，所提联语、扁额、诗句多以行书或行草，但如此公正华丽的早期作品难得一见。非常了不起的是香港大学经战乱，尤其在日本统治时期尚能保存此匾额到现在，同样，冯平山图书馆全体同仁功不可没。此颂辞是朱子桥在1916年12月撰写赠予香港大学首届毕业生的。颂辞以54长短句合成，内容以兴学育才为主旨及作起结。大致分为三段：第一段讲的是古今中外兴学育才的本旨均相同。第二段讲的是赞誉英国在香港设置大学，为我国南方兴学之先河。最后一段是勉励毕业生，要饮水知源，更要顾两国敦睦邦交，长治太平。
1916年12月14日晚，香港大学大礼堂里正式举行了隆重的首届毕业典礼仪式。广东省长朱子桥撰写颂辞赠予香港大学的首届毕业生。首届毕业生中包括工程学士12名，医学士8名，以及文学士3名（港大冯平山图书馆长林栋就是这三人中的其中之一）。当时香港大学仅有学生200人，而教授讲师就有35人。朱子桥除了赠送颂辞给香港大学首届毕业生外，还同时也撰写了《家庭教育》一书，并自己又出資出版了这本书分与大众。
孫文曰：“朱子桥有远见，热情支持我们的革命事业，是十分难能可贵的朋友，你们千万不要等闲视之。我们的事业，所以屡屡失败，原因很多，主要是由于自己没有强有力的革命军队去扑灭敌人。”

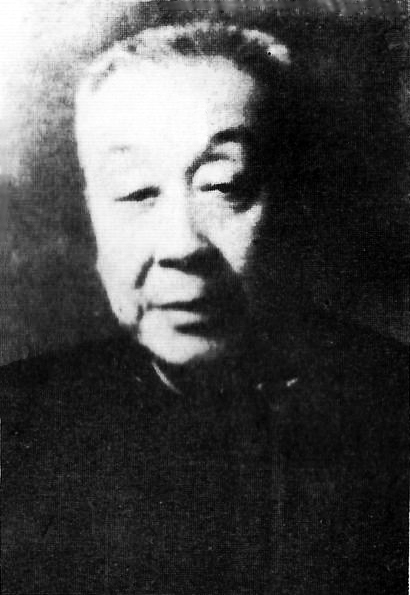

### 在中東鐵路護路軍总司令兼首任東省特別行政区行政長官任上
经孫文推薦，朱慶瀾于1922年（民国11年）10月受張作霖邀請，出任中東铁路護路軍总司令。同年12月，由北京政府任命，朱慶瀾出任[東省行政特別区]首任行政長官，与張平行，不受張作霖節製。朱慶瀾支持同苏联的外交交涉。朱庆澜在中东铁路护路军总司令兼东省特别行政区长官任内，主要做了以下几件事：
1. 平息绥芬河到满洲里的匪患。（主要是霍尔瓦特『Horewort』的白俄）
2. 收回沿中东铁路两侧的百万地亩主权。
3. 整治地方治安，加强对流亡白俄的管理。
4. 加强教育增设广益男中及崇德女中。
5. 建极乐寺，宣传佛教，以符合和理顺中国民众的信仰。（得以安定民心）
6. 1922年至1923年正值苏维埃政权遇到困难。特别是粮食短缺。朱庆澜本着:“皆我人类，助人水火”的精神。发起成立了俄国灾荒赈济会，在东四省，与关内慈善团体捐献，发动大户助粮，助款。为鼓励捐款，捐粮，根据献粮多寡，颁发6种样式的奖章。就这样各地总捐粮300车，运往苏联的赤塔。
7. 代表政府迎接苏联外交特使加拉罕及美国代表舒尔曼及其他四国对话。

在任内，通过外交途径参与了由国民政府全权代表顾维钧签押的，由苏联全权代表加拉罕签字的。
1. 中俄解决悬案大纲协定。
2. 暂时管理中东铁路的协定。
3. 七个声明。
4. 奉俄协定。

在内政方面，他在産業振興以及保护当地商人的交易权方面也取得了成果。1924年（民国13年）10月，第二次直奉战争爆发，他因反对张作霖內戰而辞职。

### 出任東北義勇軍总司令
以後，朱慶瀾一直在野从事社会福利和救济事業。1931年九一八事变爆发后，时任国民政府赈务委员会常务副委员长兼救济水灾委员会灾区工作组主任的朱庆澜向全国军界、政界发出第一份要求抗战的通电。堅決抗日。电文称：“南京政府蒋主席、北平张副司令、广州汪精卫先生、唐少川先生、孙哲生、古湘芹先生、李德邻先生、许崇智先生、白建生先生、张发奎先生……诸位先生，南京、上海、广州、北平、天津、汉口各报馆转各团体及全国同胞公鉴：国运不造，灾祸并临，各省惨被水灾人民达5,000万以上，谒全国之力，犹虞救死不遑，而乃警耗传来，日人乘此危难，公然出兵辽省。在彼积虑处心，原非出于一旦，而我卧薪尝胆竟不备于平时。忘复巢之危殆，仍萁豆之频煎，祸巳迫于眉睫，哀莫大于心死。凡在国人，能无惊觉！庆澜比年从事救灾，奔走呼吁，冀为国家保存元气，稍效绵薄，虽捉襟见肘，每惭力拙，而披发缨冠，宁逾此志？！至于国家政事，典守有人，越位之言，未尝一发。今则国逼侵凌，民死无日，曲突徒薪，未容默置，谨代举国灾黎大声疾呼。吁请各方当轴，冷静思维，时至今日，有何恩怨不可冰释？有何政见不可牺牲？数十寒暑间人生至促，天职为何？况乎危亡在即，完卵难期，尚望各地贤杰，禀衰栋之将崩，系苞桑于一念，举国团结，一体奋兴，同舟风雨，共济艰危，愚直陈词，诸希公鉴。朱庆澜”。朱慶瀾堅決抗日，组織抗日后援會，出任東北義勇軍总司令。为救济战争受难者以及保护文化財産等而奔走。1936年,朱慶瀾出任國民政府赈務委員會委員长。1939年（民国28年），为救济战争受难者，他展开了陝西省開墾事業。对于其活動，中国国民党与中国共产党均给予高度评价。

#### 朱庆澜与法门寺
1937年，朱庆澜来到法门寺，眼前一片凄凉情景。自清初顺治年间法门寺修葺后，到上世纪初三百年间，法门寺已经破旧不堪。”朱庆澜为重修法门寺开展广泛的义赈活动，朱庆澜在救助灾民、收养灾童的繁重行程中募捐经费，1937年重修法门寺真身宝塔工程正式动工，这是1609年法门寺塔建成后330年第一次大规模整修。除真身宝塔之外，修缮工程还兼及法门寺大殿、山门、道路等项，为了妥善安全保管文物，朱庆澜专门成立了文物保管委员会，制定了极其严格的制度，以便相互监督和制约。朱庆澜组织力量，先后从塔上清理出68尊明代铜佛造像和一些石刻佛像，在对这些佛像进行了称重、量高、背文、标志等等之后，均进行了造册登记。修塔人员还相继发现了红白珊瑚宝石、琥珀、红玛瑙、水晶珠、珍珠、骨圆珠和铜莲座、铜宝塔等极为名贵的宝物。面对诸多宝物，朱庆澜的处理策略是“原塔封存”，避免了散失和被盗的可能。同时，在各界的大力支持下，将“塔体倾斜，下层已多剥落，中多裂缝，全体雕残”的法门寺塔修复一新，并使塔下唐代地宫秘密保存，不被人知，未曾扰动。
　　1987年法门寺地宫考古发掘，发现唐代佛像装于铁皮盒中，盒右方竖刻“子桥委员长救济灾童纪念”，左方竖刻“武威童幼所长方炎率四百十三名灾童敬献”字样。据当事人回忆，维修时曾见塔下有井，井下有物，依朱庆澜指示，原样修砌，妥加存藏。此即后来震惊中外的法门寺唐代地宫、四枚佛祖释迦牟尼真身指骨舍利（一枚灵骨，三枚影骨），这是目前世界仅存的佛指舍利大唐王朝数千件供佛珍宝的现世，其中唐皇室和内库供奉的一百二十一件（组）金银器，首次发现的唐皇室秘色瓷系列，为我国陶瓷考古最重要的收获；来自古罗马等地的琉璃器群，是世界琉璃器考古史上空前的重大发现；上千件荟萃唐代丝织工艺的丝（金）织物，其中包括武则天等唐皇帝后金丝绣裙、服饰等均是稀世珍宝；四百多金丝绣裙、服饰等均是稀世珍宝；四百多件珠玉宝石及数百件漆木器，还有水晶（玉）棺椁及代表法身佛大日如来、释迦佛最高权威的大锡杖等，都为绝代珍器。这些奇珍异宝数量之多、品类之繁、等级之高、保存之完好是极为罕见的。经专家鉴定，国宝级文物27组（40件），一级文物80组（99件），为全省之最；国宝级文物，一级文物占有比例为全国之最。之所以能完整是否朱庆澜的修葺保护密不可分。朱庆澜还同时修复了法门寺内铜佛殿、钟鼓楼和大雄宝殿，从河南请来高僧良卿法师，經歷十年动乱后, 寺院歷經滄桑, 最后过渡到1987年后,寶藏才得以保護。
1941年（民国30年）1月13日，朱慶瀾在西安病逝。享年67岁。